# 凌塔白酒
凌塔白酒是一種清香型白酒，產地位於中華人民共和國遼寧省朝陽市。由於產地地處大凌河附近，且此地有古塔，所以得名凌塔白酒。該酒據稱來自於明朝萬曆三十一年（1603年）的三泰號燒鍋。該酒曾於1984年獲得中華人民共和國輕工業部頒發的酒類質量大賽銀杯獎。2012年被認定為遼寧老字號。